# Grui (okręg Gorj)
Grui – wieś w Rumunii, w okręgu Gorj, w gminie Mușetești. W 2011 roku liczyła 290 mieszkańców.